# Terzeli
Terzeli (macedónul: Терзели, törökül Terzili) település Észak-Macedóniában, a Délkeleti körzetben, a Valandovói járásban.

## Népesség
| Lakosok száma | 97   | 111  | 44   | 8    | 21   |      |
|               | 1948 | 1953 | 1961 | 1971 | 1981 | 1991 |

- 2002-ben lakatlan település, korábban törökök lakták.